# Cristilabrum
Cristilabrum es un género de molusco gasterópodo de la familia Camaenidae en el orden de los Stylommatophora.

## Especies
Las especies de este género son:
- Cristilabrum bubulum
- Cristilabrum buryillum
- Cristilabrum grossum
- Cristilabrum isolatum
- Cristilabrum monodon
- Cristilabrum primum
- Cristilabrum rectum
- Cristilabrum simplex
- Cristilabrum solitudum
- Cristilabrum spectaculum